# 박종근 (1944년)
박종근(1944년 ~ )은 조선민주주의인민공화국의 정치인이다. 조선로동당 중앙위원회 위원이다.

## 경력
1944년 일제강점기 함경도에서 태어났다. 김일성종합대학을 졸업했으며, 1988년 9월, 금강산국제그룹 산하 금강산국제무역개발회사 사장을 지냈다. 1990년 12월 금강산국제항공회사 부이사장을 거쳐 1992년 6월, 고려민족산업발전협회 사무국장과 1994년 4월 금강산 개발총공사 사장을 각각 역임했다. 1995년 12월 금강산 국제무역개발회사 사장에서 해임되었다.
2002년 11월 6일, 묘향경제그룹 총재 자격으로 대만무역발전협회(CETRA)를 방문하여 대만의 무역, 방직, 항운 등의 관련업체들의 조선민주주의인민공화국에 대한 투자를 요청했다. 
2010년 9월, 조선로동당 중앙위원회 위원에 선임되었다.

## 기타
2011년 12월 김정일 사망 당시에 국가 장의위원회 위원을 맡았다.